# Schloss Wolfsau

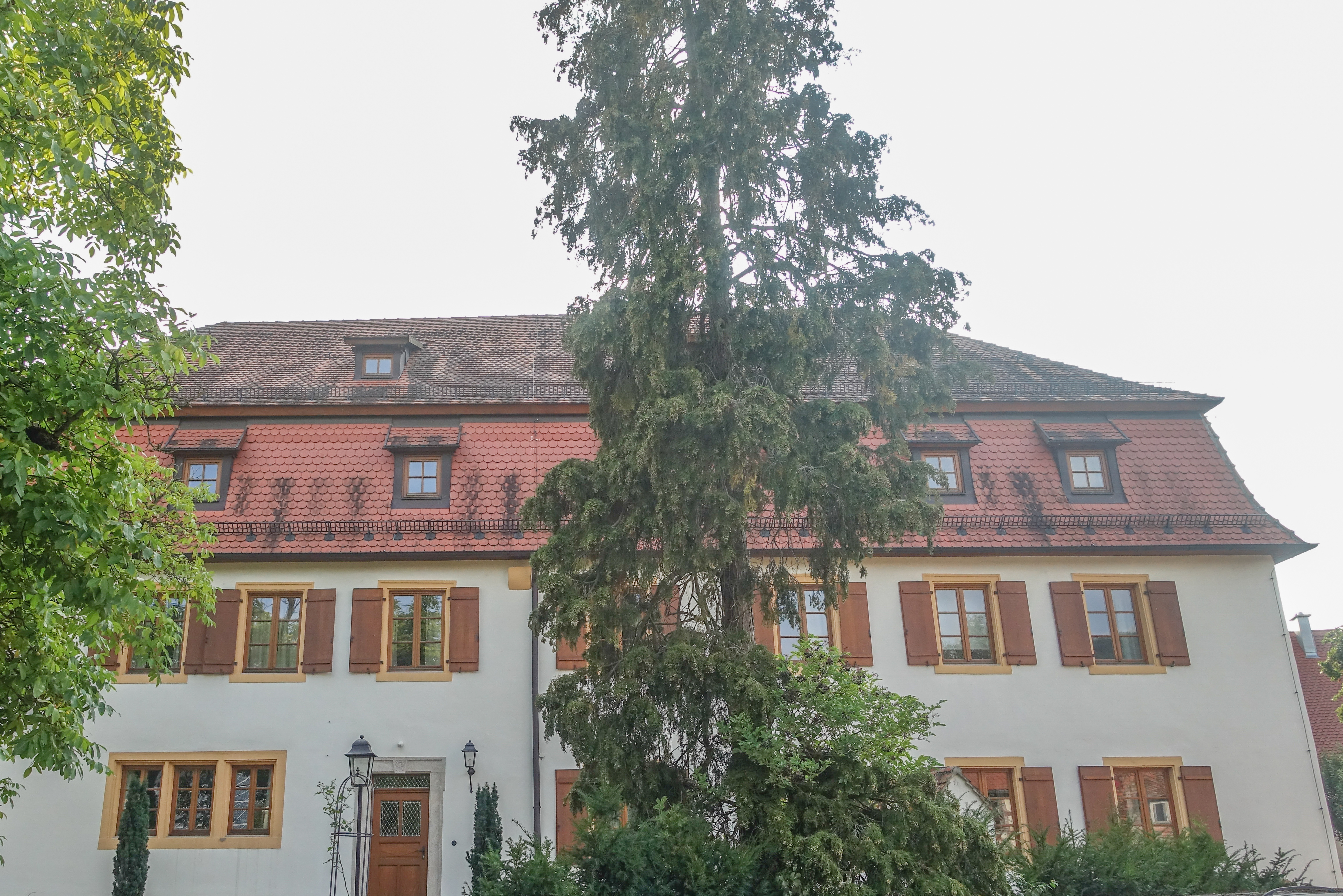
Schloss Wolfsau

Das Schloss Wolfsau ist ein ehemaliges Jagdschloss der Hohenlohe im Zentrum des Gemeindeteils Wolfsau der Gemeinde Diebach im mittelfränkischen Landkreis Ansbach in Bayern.
Das Schloss ist unter dem Aktenzeichen D-5-71-134-21 als Baudenkmal in die Bayerische Denkmalliste eingetragen.

## Geschichte
Das Schloss besitzt seinen Ursprung in einem Gut, das der Grafschaft Hohenlohe gehörte und bei deren Teilung 1688 an die Linie Hohenlohe-Bartenstein fiel. Diese erbauten um 1700 das bestehende Jagdschloss. Während der französischen Revolution diente es als Zufluchtstätte für Emigranten aus Frankreich. Von Sophie, der Tochter des regierenden Fürsten zu Hohenlohe-Waldenburg-Bartenstein, die bis dahin als Stiftsdame in Frankreich lebte, wurde es als Priesterseminar eingerichtet. Bis zu dessen Auflösung im Jahr 1814 wurden hier katholische Geistliche ausgebildet, die nach der Restauration des Königtums in Frankreich zum Einsatz kommen sollten. 1928 wurde das Schloss in bürgerliche Hände verkauft. Das Schloss verfiel danach, so dass der nächste Eigentümer beim Kauf der zugehörigen Scheune das Schloss dazu nehmen musste. 1983 und vor 2000 folgten weitere Besitzerwechsel.

## Beschreibung
Das Jagdschloss besteht aus einem unspektakulären, zweigeschossigen Massivbau, der ein Mansardwalmdach aufweist. Es hat in seiner äußeren Gestalt seit dem Bau keine gravierenden Änderungen erfahren. Innen wurde es den wandelnden Nutzungen angepasst.